# Zonetoernooi dammen 2007 Vilnius
Het zonetoernooi dammen 2007 in Vilnius werd van 10 t/m 15 maart 2007 gespeeld als kwalificatietoernooi voor het wereldkampioenschap 2007 in Hardenberg. Op 12 maart werden 2 partijen gespeeld en op de overige speeldagen 1.
De 2 hoogst eindigende deelnemers plaatsten zich voor het WK en dat waren de Let Roberts Misans (10 punten uit 7 partijen) en de Litouwer Aleksej Domchev (9 pt.) die de Litouwer Edvardas Bužinskis (8 pt.) voorbleven en uitschakelden. 